# Brouwerij Sint Christoffel

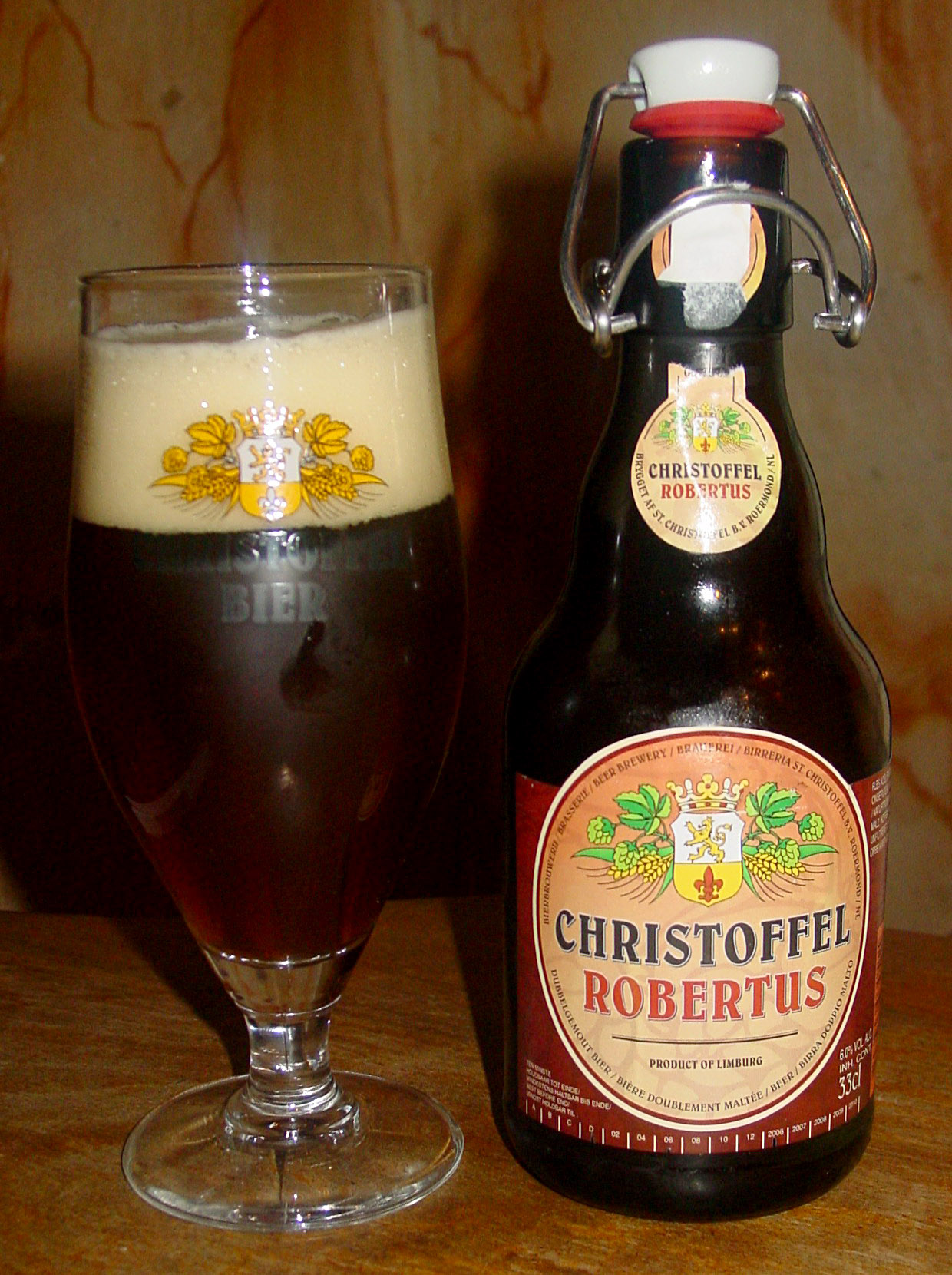
Een van de voormalige bieren van St. Christoffel

Bierbrouwerij Sint Christoffel is een voormalig Roermondse bierbrouwerij die actief was tussen 1986 en 2013. De brouwerij werd gezien als de grootste onder de kleine brouwerijen in Nederland. Een half jaar na het faillissement vond een doorstart plaats van het biermerk dat voortaan in het Belgische Lochristi gebouwern werd. De naam "St. Christoffel" komt van de patroonheilige van de stad Roermond: Sint-Christoffel.

## Geschiedenis
Oprichter van de brouwerij is Leo Brand, een telg uit de gelijknamige bierfamilie Brand. Nadat Leo Brand klein begonnen was in de binnenstad van Roermond, is de brouwerij in 1995 verhuisd naar de Roerstreek, net buiten Roermond. Hierbij nam middels de aanschaf van een nieuw professioneel brouwhuis, gist- en lagerkelder de brouwcapaciteit flink toe. In 2001 verkocht Leo Brand het bedrijf aan Jeroen Hillenaar. Sinds augustus 2009 is het management van ‘Sint Christoffel Bier’ eigenaar van de brouwerij geworden door middel van een managementbuy-out.
Anno 2008 wordt 70% van het Christoffel Bier verkocht met export, de belangrijke exportlanden zijn Denemarken, Canada en Rusland. In de jaren negentig werd Christoffel Blond (tegenwoordig Christoffel Bier genoemd) tot drie keer toe bekroond met de titel "Beste Flessenbier van Nederland". Het bier wordt afgevuld in 20,5L fusten, 33cl- en 2 liter-beugelflessen. De 33cl beugelflessen zijn de laatste in gebruik binnen Nederland nadat Brouwerij Gulpener ermee stopte. Bierbrouwerij St. Christoffel brouwt volgens het Duitse Reinheitsgebot von 1516: met dus alleen gist, water, gerst en hop als ingrediënten.
Op 16 januari 2013 werd brouwerij Sint Christoffel failliet verklaard.

## Herintroductie door Sint Christoffel Speciaalbieren BV Breda
Sinds 1 augustus 2013 zijn Christoffel Bier, Christoffel Wijs, Christoffel Nobel en Christoffel Bok weer verkrijgbaar. Deze worden gebrouwen in de Belgische Proefbrouwerij te Lochristi in opdracht van de in 2013 opgerichte brouwerijhuurder Sint Christoffel Bieren BV in Breda.
In oktober 2013 won Christoffel Bok de eerste prijs in zowel de categorie "dubbelbok" als de persprijs als beste bokbier van Nederland tijdens het jaarlijkse Pint Bokbierfestival in Amsterdam.

## Biersoorten
- Christoffel Bier (sinds 1986) - 6,0% alc - Goudgeel van kleur, dubbel gehopt en kent een flinke hopbitterheid.
- Christoffel Bok (sinds 2007) - 7,8% alc - Dieprood van kleur, tijdens het PINT Bokbierfestival 2007 en 2008 van Amsterdam is het bier beide jaren uitgeroepen tot "Beste Nederlands Bokbier".
- Christoffel Nobel (sinds 2008) - 8,7% alc - Zwaar, blond en uitgesproken hoppig bier (door dry-hopping).
- Christoffel Wijs (sinds november 2009) - 6,0% alc - Donker tarwe bier.

Alle vijf deze bieren zijn ondergistend, ongefilterd en ongepasteuriseerd. De vergisting vond tot het faillissement plaats in open gistkuipen. Bij de herintroductie van de Christoffel bieren in gekozen voor een gesloten brouwproces, dit om verspil tegen te gaan en om een stabielere kwaliteit te kunnen leveren.

### Uit het assortiment
- Christoffel Robertus (1995 tot 2013)
- Christoffel XXV (2011) - 10,25% alc - gerstewijn, ter gelegenheid van het 25-jarig jubileum van de brouwerij
- Pombie (mengsel van bier en appelsap)(in 1996 op de markt gebracht).
- Taboe (mengsel van bier en tabak)

Pombie en Taboe werden vanwege het Reinheitsgebot uitdrukkelijk geen bier genoemd.